# Lugrotrawlery typu B 11

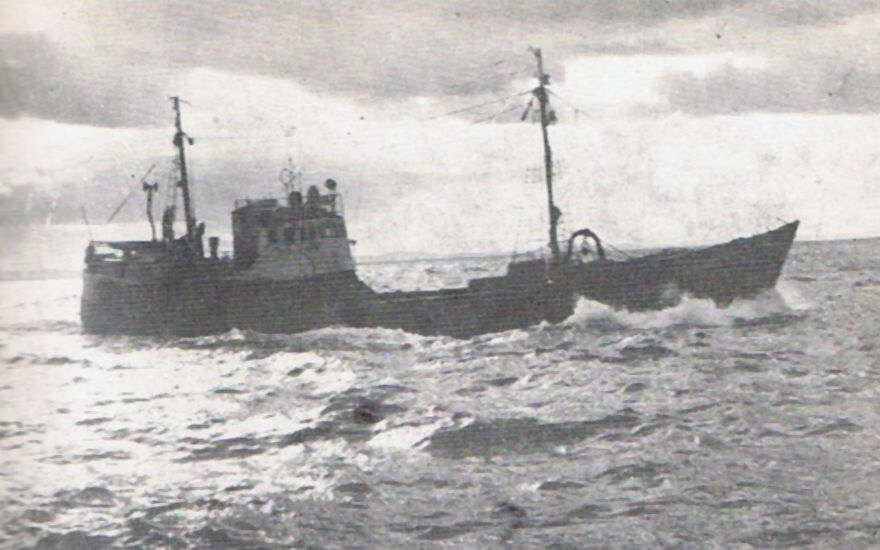
„Cyranka”

Lugrotrawlery typu B 11 – polskie statki rybackie z serii tzw. «ptaszków» (wszystkim, także późniejszego typu B 17, nadano nazwy ptaków) budowane w latach 1951–1954 w Stoczni Północnej w Gdańsku dla PPDiUR „Gryf” w Szczecinie i PPDiUR „Odra” w Świnoujściu i w jednym przypadku dla PPD „Dalmor” w Gdyni. W sumie oddano do eksploatacji 31 sztuk.

## Dane techniczne
Lugrotrawlery to statki do prowadzenia połowów zarówno sieciami dryfującymi (pławnicami), jak i holowanymi (włokami). Są mniejsze od trawlerów, ale mają silniejsze maszyny od lugrów. Statki typu B 11 dostosowane były do solenia złowionych ryb w beczkach. Pierwsze 14 statków otrzymało silniki June Munktell, a pozostałe Buckau Wolf (po 1962 część jednostek wyposażono w nowe silniki o mocy 400 KM). Łowiły głównie na Morzu Północnym, rzadziej na Szelfie Celtyckim.
- Pojemność brutto: 156-174 BRT
- Pojemność netto: 57-65 NRT.
- Nośność: 100 t.
- Długość: 32,6 m
- Szerokość: 6,7 m
- Zanurzenie: 3 m
- Moc maszyn: 300 KM
- Prędkość maks.: 9 w.
- Załoga: 15-18 osób

W latach 1955–1957 zbudowano w Stoczni Północnej drugą serię dwudziestu sześciu «ptaszków», tym razem nieco odmiennego typu B 17.

## Historia
Lugrotrawlery typu B 11 oraz ich rozwinięcie B 17 zostały zaprojektowane jako statki rybackie mające operować na Bałtyku, ale wkrótce po rozpoczęciu produkcji okazało się, że są na Bałtyk za duże, przy tym łowiły tyle co zwykłe kutry, a tym samym okazały się zbyt drogie w eksploatacji i niewydajne. Postanowiono więc skierować je na Morze Północne, gdzie jednak musiały spełniać inne warunki. Przede wszystkim musiały im towarzyszyć statki-bazy, z których można było uzupełniać paliwo, wodę, żywność, sprzęt i które mogły odbierać złowioną rybę. By jednak mogły wyjść poza Bałtyk, trzeba je było przebudować, dodając m.in. ciężki ster dziobowy. W rezultacie stały się za ciężkie, a niektóre z nich miały stały kilkustopniowy przechył na jedną z burt lub przegłębienie na rufę, co zmniejszało ich stateczność. Również parametry połowowe nie były zadowalające – zarówno przy połowach włokami, jak i pławnicami osiągano rezultaty niższe od jednostek przystosowanych tylko do połowów jedną z tych metod.
Ponadto załogi były dobierane szybko i czasem z przypadkowych protegowanych niedoświadczonych ludzi, w tym szukających okazji do nielegalnego zarobku. W efekcie, ze statkami tymi związany był szereg katastrof i incydentów. 4 listopada 1953 roku dowodzony przez mało doświadczonych ludzi, którzy pomylili światła latarń morskich, lugrotrawler „Sójka” wszedł na skały u wybrzeży Szwecji w cieśninie Kattegat i tylko dzięki alarmowej akcji holownika „Herkules” udało się, w narastającym sztormie, uratować statek i załogę.
9 maja 1955 roku zaginęła w sztormie na Morzu Północnym „Czubatka”. Po trzech dniach norweski kuter „Arnholm” wyłowił tratwę ratunkową ze zwłokami kapitana i jednego z marynarzy polskiego lugrotrawlera. Statek najprawdopodobniej wywrócił się pod uderzeniem fali i zatonął. Nikt nie ocalał. 4 października 1956 roku, w bardzo podobnych okolicznościach, doszło do zatonięcia „Cyranki”. I w tym wypadku źle prowadzony statek uderzony został przez sztormową falę, przewrócił się i poszedł na dno. Zginęło 12 ludzi.
Po tej katastrofie ściągnięto wszystkie lugrotrawlery typów B 11 i B 17 z łowisk, wycofano z eksploatacji i skierowano do stoczni na przebudowę. Zmodernizowane i wyremontowane wróciły na morze, ale problemy nie ustawały. 26 lipca 1963 roku zatonął w sztormie na Kattegacie MT „Mazurek” (6 ofiar, 12 uratowanych), 23 listopada 1965 roku poszedł na dno przy dość wysokiej fali w Rynnie Norweskiej MT „Głuszec” (bez ofiar), a 17 lutego 1969 roku MT „Gawron” (również bez ofiar w ludziach) uległ samozatopieniu przy Nabrzeżu Bułgarskim portu w Szczecinie. Wszystkie trzy były lugrotrawlerami typu B 17 i wszystkie stracono z winy ich załóg.
Z końcem lat sześćdziesiątych postanowiono flotyllę «ptaszków» zlikwidować. Niektóre zakupili armatorzy południowoamerykańscy i afrykańscy, część została przebudowana na statki badawcze i szkolne. MT „Cietrzew”, po dodaniu stępki balastowej i omasztowaniu stał się harcerskim jachtem szkolnym „Zawisza Czarny”. Przeznaczenie zmienił również MT „Jarząbek”, którego kupił J. Seward Johnson, właściciel firmy farmaceutycznej Johnson & Johnson i przebudował w stoczni Gryfia na luksusowy jacht motorowo-żaglowy „Mazurka” dla żony Barbary Piaseckiej Johnson. Resztę skasowano i oddano na złom.
| Nazwa statku   | Wodowany   | Oddany do eksploatacji | Oznakowanie wczesne/kolejne | Uwagi |
| -------------- | ---------- | ---------------------- | --------------------------- | --- |
| MT „Kulik”     | 25.06.1950 | 1.05.1951              | Świ 105 / Szn 1             | poprzednie nazwy „22 lipca” i „Perkoz”; przekazany w 1961 do Gdańskiego Urzędu Morskiego i przebudowany na statek hydrograficzny „Hydrograf 11” |
| MT „Kaczor”    | 27.09.1950 | 11.09.1951             | Świ 106 / Szn 2             | sprzedany do Gwinei 1970/72 |
| MT „Kania”     | 8.07.1950  | 22.07.1951             | Świ 107 / Szn 5             | sprzedany do Gwinei 1970/72 |
| MT „Kwiczoł”   | 5.08.1950  | 30.10.1951             | Świ 108 / Szn 4             | sprzedany do Gwinei 1970/72 |
| MT „Drozd”     | 14.04.1951 | 12.02.1952             | Świ 97 / Szn 6              | sprzedany do Argentyny 1972 |
| MT „Derkacz”   | 14.06.1951 | 16.02.1952             | Świ 100 / Szn 7             | 20 października 1961 uratował 14 członków załogi tonącego brytyjskiego trawlera „Arctic Viking” sprzedany do Gwinei 1970/72                     |
| MT „Drop”      | 11.11.1950 | 25.03.1952             | Świ 99 / Szn 10             | skasowany i zezłomowany (1971) |
| MT „Dudek”     | 9.12.1950  | 26.04.1952             | Świ 98 / Szn 9              | skasowany i zezłomowany (1971) |
| MT „Dzięcioł”  | 11.03.1951 | 30.06.1952             | Świ 96 / Szn 8              | skasowany i zezłomowany (1971) |
| MT „Kos”       | 20.10.1950 | 10.03.1952             | Świ 109 / Szn 3             | przekazany w 1961 do Gdańskiego Urzędu Morskiego i przebudowany na statek hydrograficzny „Hydrograf 10” (1961)                                  |
| MT „Czajka”    | 16.06.1951 | 18.08.1952             | Świ 111 / Szn 11            | sprzedany do Argentyny 1972 |
| MT „Cietrzew”  | 17.09.1951 | 17.09.1952             | Świ 112                     | przekazany jako statek pomocniczy dla PRO (1957) przebudowany na żaglowiec szkolny ZHP Zawisza Czarny (1960-61)                                 |
| MT „Czubatka”  | 31.07.1951 | 25.08.1952             | Świ 110                     | zatonął 9 maja 1955 na Morzu Północnym (na skutek wad konstrukcyjnych) z całą załogą (14 ofiar)                                                 |
| MT „Birkut”    | 1.04.1952  | 30.12.1952             | Gdy 201                     | przekazany jako statek badawczy MIR bez zmiany nazwy (1953)                                                                                     |
| MT „Bąk”       | 3.03.1952  | 12.12.1952             | Świ 93 / Szn 41             | skasowany i zezłomowany (1971) |
| MT „Bekas”     | 12.03.1952 | 23.12.1952             | Świ 92 / Szn 42             | skasowany i zezłomowany (1971) |
| MT „Błotniak”  | 31.03.1952 | 31.12.1952             | Świ 94 / Szn 43             | skasowany i zezłomowany (1971) |
| MT „Bocian”    | 17.04.1952 | 26.01.1953             | Świ 91 / Szn 44             | skasowany i zezłomowany (1971) |
| MT „Skowronek” | 14.05.1952 | 31.03.1953             | Świ 114 / Szn 33            | przebudowany na statek badawczy „Hydromet” (1970)                                                                                               |
| MT „Sikora”    | 26.11.1952 | 31.03.1953             | Świ 116 / Szn 32            | skasowany i zezłomowany (1971) |
| MT „Słowik”    | 21.11.1952 | 11.04.1953             | Świ 115 / Szn 34            | przebudowany na statek szkolno-badawczy Szkoły Rybołówstwa Morskiego „Azymut” (1965)                                                            |
| MT „Sowa”      | 31.12.1952 | 30.04.1953             | Świ 117 / Szn 35            | skasowany i zezłomowany (1971) |
| MT „Szpak”     | 30.11.1952 | 27.04.1953             | Świ 118 / Szn 37            | skasowany i zezłomowany (1971) |
| MT „Sójka”     | 31.12.1952 | 29.05.1953             | Świ 95 / Szn 36             | skasowany i zezłomowany (1971) |
| MT „Cyranka”   | 10.10.1951 | 20.09.1953             | Świ 86                      | zatonął 4 października 1956 w sztormie na Morzu Północnym na skutek złej stateczności (12 ofiar, 5 uratowanych)                                 |
| MT „Pingwin”   | 31.03.1953 | 31.07.1953             | Świ 88 / Szn 30             | przebudowany na statek szkolny PSM w Szczecinie „Nawigator” (1964)                                                                              |
| MT „Puchacz”   | 25.05.1953 | 30.09.1953             | Świ 89 / Szn 31             | przebudowany na statek szkolny PSM w Gdyni „Horyzont” (1962)                                                                                    |
| MT „Puszczyk”  | 8.06.1953  | 26.11.1953             | Świ 90 / Szn 46             | przebudowany na statek szkolny PSM w Gdyni „Zenit” (1963)                                                                                       |
| MT „Perkoz”    | 4.05.1954  | 23.12.1954             | Świ 119 / Szn 45            | skasowany i zezłomowany (1971) |
| MT „Czapla”    | 25.08.1951 | 18.09.1952             | Świ 113                     | przebudowany na statek ratowniczy PRO bez zmiany nazwy (1957)                                                                                   |
| MT „Pelikan”   | 23.02.1953 | 17.07.1953             | Świ 87 / Szn 32             | |